# Мухаммед Шариф-паша
Мухаммед Шариф-паша (араб. محمد شريف‎; февраль 1826, Кавала, Греция, Османская империя — 20 апреля 1887, Грац, Австро-Венгрия) — египетский государственный и политический деятель, трижды занимавший пост премьер-министра Египта (7 апреля 1879 — 18 августа 1879; 14 сентября 1881 — 4 февраля 1882; 21 августа 1882 — 7 января 1884), министр иностранных дел Египта (1879, 1882—1884), министр внутренних дел Египта (1879, 1881—1882).

## Биография
Имел лучшее образование, чем у большинства его современников. Окончил Особую военную школу Сен-Сир во Франции.
Женился на дочери французского офицера Жозефа Севе, который стал впоследствии командующим армией Мухаммеда Али Египетского и служившего четырём правителям Египта из династии Мухаммеда Али, который взял себе имя Сулеймана-паши аль-Фарансави.
Занимал ряд ответственных должностей во времена правления Мухаммеда Саида-паши и Исмаила Паши. Независимый политик.
Любимым аргументом Мухаммеда Шарифа-паши против любых реформ было апеллирование к египетским пирамидам как незыблемому доказательству финансовой и политической крепости Египта. Оптимизм сделал его в значительной степени ответственным за крах египетских займов, что привело в конечном счёте к суверенному дефолту, который также был связан и с неудачами в войне с Эфиопией и приведший к падению Исмаила Паши.
После восстания при Ораби-паше 1881 Хедив Египта Тевфик предложил Мухаммеду Шарифу-паше сформировать новое правительство. Из-за неспособности согласовать финансовые потребности государства с требованиями кредиторов был вынужден подать в отставку в феврале следующего года.
После подавления восстания Ораби-паши (1879—1882) снова в августе 1882 года был назначен на эту должность Тевфиком, но в январе 1884 года ушёл в отставку. В мае 1882 года началась англо-египетская война, которая пришлась на время его правления. Египет потерпел поражение и страна после этого находилась под прямым контролем Соединённого Королевства ещё 40 лет.